# Anthrax cyanoptera
Anthrax cyanoptera är en tvåvingeart som först beskrevs av Christian Rudolph Wilhelm Wiedemann 1830.  Anthrax cyanoptera ingår i släktet Anthrax och familjen svävflugor. Inga underarter finns listade i Catalogue of Life.